# Episodi di The Guardian (seconda stagione)
La seconda stagione della serie televisiva The Guardian, composta da 23 episodi, è stata trasmessa negli Stati Uniti dal 24 settembre 2002 al 13 maggio 2003 dalla CBS.
In Italia la stagione è andata in onda in prima visione da Canale 5 dal 25 gennaio 2005.
| nº | Titolo originale      | Titolo italiano           | Prima TV USA      | Prima TV Italia |
| -- | --------------------- | ------------------------- | ----------------- | --------------- |
| 1  | Testimony             | Il testimone chiave       | 24 settembre 2002 | 25 gennaio 2005 |
| 2  | Monster               | Il mostro                 | 1º ottobre 2002   |                 |
| 3  | The Dead              | Doppia sepoltura          | 8 ottobre 2002    |                 |
| 4  | The Next Life         | La vita che verrà         | 15 ottobre 2002   |                 |
| 5  | Assuming the Position | Relazioni particolari     | 22 ottobre 2002   |                 |
| 6  | The Living            | Vivere o sopravvivere     | 29 ottobre 2002   |                 |
| 7  | The Innocent          | Voglia di cambiare        | 12 novembre 2002  |                 |
| 8  | The Neighborhood      | Il vecchio quartiere      | 19 novembre 2002  |                 |
| 9  | The Dark              | Codice d'onore            | 26 novembre 2002  |                 |
| 10 | Sacrifice             | Verità nascoste           | 10 dicembre 2002  |                 |
| 11 | No Good Deed          | Terrore ai servizi legali | 17 dicembre 2002  |                 |
| 12 | You Belong to Me      | Bambino conteso           | 7 gennaio 2003    |                 |
| 13 | Ambition              | Rivalità in famiglia      | 21 gennaio 2003   |                 |
| 14 | Understand Your Man   | Separazioni               | 4 febbraio 2003   |                 |
| 15 | Where You Are         | Dove sei?                 | 11 febbraio 2003  |                 |
| 16 | The Weight            | Un caso di coscienza      | 18 febbraio 2003  |                 |
| 17 | The Intersection      | Vite ad un incrocio       | 25 febbraio 2003  |                 |
| 18 | My Aim Is True        | Legittima difesa          | 18 marzo 2003     |                 |
| 19 | Back in the Ring      | Ritorno sul ring          | 1º aprile 2003    |                 |
| 20 | What it Means to You  | La giostra della vita     | 22 aprile 2003    |                 |
| 21 | Burton & Ernie        | Un filo di follia         | 29 aprile 2003    |                 |
| 22 | Sensitive Jackals     | Vecchi rancori            | 6 maggio 2003     |                 |
| 23 | All the Rage          | Una maschera e un volto   | 13 maggio 2003    |                 |

## Il testimone chiave
- Titolo originale: Testimony
- Diretto da: Kevin Rodney Sullivan
- Scritto da: David Hollander e Michael R. Perry

### Trama
Nick viene arrestato per violazione della libertà condizionale e vede rifiutata anche la libertà su cauzione in seguito alla morte per droga di Mandy Gressler avvenuta in casa sua. A meno che il tribunale non sia convinto che la cocaina sia arrivata con lei, il caso di Nick sembra senza speranza. Burton assume un penalista David Belden, ma conduce il caso aiutato dal vice procuratore distrettuale Finneran.

## Il mostro
- Titolo originale: Monster
- Diretto da: Steve Gomer
- Scritto da. David Hollander e Anne McGrail

### Trama
Nick difende un tredicenne che ha stuprato e ucciso la madre adottiva e rischia di essere processato da adulto, il che potrebbe rischiare anche la pena di morte. Una donna ammette di aver ignorato le raccomandazioni della terapia psichiatrica per accelerare l'adozione. Jake e James reclutano clienti privati per la nuova azienda, ma Nick dubita che queste non siano distrazioni per conquistare i clienti aziendali.

## Doppia sepoltura
- Titolo originale: The Dead
- Diretto da: Jerry Levine
- Scritto da: Alfonso H. Moreno e David Hollander

### Trama
L'ex senatore Caldwell muore suicida nel suo ufficio della sua azienda. Nick continua la relazione segreta con Kim e Burton continua a consigliare alle persone cosa archiviare, anche se tramite altri avvocati. La nuova azienda di Nick difende il manager di un'azienda che sviluppa un progetto urbano che richiede l'espropriazione di aree cimiteriali, Alvin assume la causa delle famiglie che si oppongono alle esumazioni. L'FBI sospetta che il suicidio di Caldwell sia stato l'esposizione in un caso di abuso di informazioni dai suoi giorni legislativi, coinvolgendo il suo agente Mitchell Lichtman, che tenta inutilmente di ricattare Burton, che decide di non portare a termine la nomina di giudice federale.

## La vita che verrà
- Titolo originale: The Next Life
- Diretto da: Joan Tewkesbury
- Scritto da: David Hollander e Rick Eid

### Trama
Nick prende la causa di un'adolescente ansioso, che vuole continuare a partecipare a eventi per presentare i bambini a delle coppie adottive. Nick ottiene il permesso anche di accompagnare il ragazzo di persona. Burton ha ribattezzato l'azienda Fallin & Fallin e si aspetta che Nick sia coinvolto in tutti gli aspetti della gestione, lasciando andare il personale quando non porta abbastanza affari.

## Relazioni particolari
- Titolo originale: Assuming the Position
- Diretto da: Mel Damski
- Scritto da: Nick Santora e David Hollander

### Trama
Nick presenta una richiesta di risarcimento danni per il grave avvelenamento da piombo del figlio piccolo di un inquilino, ma presto si rende conto di molteplici giochi scorretti che coinvolgono un avvocato. Jake cerca di aiutare Barbara a ottenere una fotografia imbarazzante e un commento ridicolo da un sito di appuntamenti, ma si imbatte nelle argomentazioni legali di uno studente di giurisprudenza.

## Vivere o sopravvivere
- Titolo originale: The Living
- Diretto da: Lee David Zlotoff
- Scritto da: Rick Eid, David Hollander e Michael R. Perry

### Trama
Nick riprende la sua tutela dei due fratelli, il cui padre è in prigione e la madre assente, perché uno dei due malato di cancro ha bisogno di un trapianto osseo, e Nick porta alla luce oscuri segreti della famiglia.

## Voglia di cambiare
- Titolo originale: The Innocent
- Diretto da: Juan José Campanella
- Scritto da: Anne McGrail

### Trama
Dopo che un ragazzo è stato ucciso da un cane da guardia del parcheggio di un'azienda, Nick si occupa del caso dei genitori adottivi delle sorelle che intende adottarle. Nel frattempo Albert Gregg, rilasciato dopo 21 anni per omicidio, ha intenzione di bloccare il divorzio, ma non riesce più a controllarsi.

## Il vecchio quartiere
- Titolo originale: The Neighborhood
- Diretto da: Jerry London
- Scritto da: David Hollander e Tom Smuts

### Trama
Nick difende la sua ex nemesi del quartiere d'infanzia, ora orfano, che é ossessionato dal suo cane ma compromette la sua stessa casa con un violento episodio in difesa del cane. Nel frattempo Lulu difende i suoi amici sospettati di violenza sessuale e omicidio, ma si scopre che é coinvolto anche il cane del ragazzo che Nick difende.

## Codice d'onore
- Titolo originale: The Dark
- Diretto da: Mel Damski
- Scritto da: David Hollander e Tom Smuts

### Trama
Burton ha la sua prossima operazione agli occhi laser, e Nick lo accoglie per il recupero e si lamenta di un accordo di fusione complicato da problemi ambientali. Il nipote di James, Levi viene espulso per insubordinazione e per essersi rifiutato di identificare i suoi aggressori, ma in seguito viene ucciso dagli stessi aggressori.

## Verità nascoste
- Titolo originale: Sacrifice
- Diretto da: Michael Watkins
- Scritto da: Rick Eid

### Trama
Nick difende gli interessi dell'ospedale che impiega uno dei chirurghi, il cui paziente è morto durante un'operazione i routine, ma Nick scopre che il chirurgo non è riuscito a rivelare la sua condizione epilettica. Nick rappresenta anche gli interessi d un ragazzo, il cui padre confessa l'omicidio della madre. 

## Terrore ai servizi legali
- Titolo originale: No Good Deed
- Diretto da: Lou Antonio
- Scritto da: David Hollander e Nick Santora

### Trama
Un caso di custodia sta andando fuori controllo, e per prevenire la rissa, Lulu infrange in un modo flagrante il suo codice d'onore. Lulu chiede a Nick se la sua ardente supplica riflette anche i suoi sentimenti personali, ma lui schiva la domanda.

## Bambino conteso
- Titolo originale: You Belong to Me
- Diretto da: Jessica Yu
- Scritto da: Alfonso H. Moreno

### Trama
Burton accetta la città come un cliente normale, perdendo un cliente aziendale che Nick e Jake stavano perseguendo da mesi, in parte perde un incontro critico. Lulu si sente perseguitata e trova rifugio con Nick e Kim, ma torna comunque da Brian. Burton simpatizza con un vedovo il cui hobby, è contestato dai vicini come un serio fastidio, ma vince comunque la causa per la città. 

## Rivalità in famiglia
- Titolo originale: Ambition
- Diretto da: Duane Clark
- Scritto da: Anne McGrail

### Trama
Un accordo su cui Nick e Jake hanno lavorato per mesi per ottenere un importante cliente è gravemente compromesso quando Burton non riesce a partecipare ad una riunione. A un parente di James viene offerto un contratto discografico rap, ma il suo tutore rifiuta, ma il ragazzo è riluttante a far nominare il suo manager. 

## Separazioni
- Titolo originale: Understand Your Man
- Diretto da: John Patterson
- Scritto da: David Hollander e Rick Eid

### Trama
Nick prende il caso di un ragazzo che deve scegliere se vuole continuare a vivere con il sosia del defunto padre o se andare a vivere con suo zio. La convivente di Burton, con cui lui vuole una relazione e che lavora a Fallin & Fallin, accetta un appuntamento con uno dei suoi clienti. Il marito di Lulu, vuole andarsene per accettare un buon lavoro a Columbus dopo aver incassato un accordo dall'ospedale di Pittsburgh che lo ha licenziato ed è rappresentato dai Fallins.

## Dove sei?
- Titolo originale: Where You Are
- Diretto da: Vahan Moosekian
- Scritto da: Michael R. Perry

### Trama
Nick mette in guardia l'azienda che un suo ex compagno di scuola è inaffidabile, ma Burton decide di assumerlo come cliente. Nick e Jake devono aiutare Rob e i suoi partner a finanziare un'idea imprenditoriale redditizia. Lulu, dopo la rottura morbida con Brian, vende la sua casa.

## Un caso di coscienza
- Titolo originale: The Weight
- Diretto da: Steve Gomer
- Scritto da: David Hollander e Tom Smuts

### Trama
Nick mette in guardia suo padre perché vuole unire la promessa di donazione probabilmente irrealistica di un cliente industriale minacciato di bancarotta a un progetto contro il cancro da un banchiere, che Nick conosce, ma Burton insiste per andare avanti per il bene del padre di Evan. Lulu promette alla giovane sposa di risolvere i problemi di licenza di matrimonio dello sposo, ma scopre che è stato divorziato tante volte e che i suoi ex hanno notevoli pretese finanziarie.

## Vite ad un incrocio
- Titolo originale: The Intersection
- Diretto da: Peter Medak
- Scritto da: David Hollander e Nick Santora

### Trama
La vita di Lulu è in bilico dopo aver avuto un incidente stradale.

## Legittima difesa
- Titolo originale: My Aim Is True
- Diretto da: Simon Baker
- Scritto da: Gayley Buckner, Rick Eid e David Hollander

### Trama
Burton difende un poliziotto che spara ad un'ex spacciatore di Nick, che rimane ferito e paralizzato.

## Ritorno sul ring
- Titolo originale: Back in the Ring
- Diretto da: Jeremy Kagan
- Scritto da: Anne McGrail

### Trama
I Fallin sono felici di un cliente nonché un coraggioso pugile, Nick lo aiuta a mantenere la custodia si suo figlio, rivendicato dai genitori della sua defunta madre. Burton si offre di sistemare gli accordi commerciali di Tim, una lotta troppo sicura di sé prima di un risultato redditizio in un occhio e un infortunio alla carriera. 

## La giostra della vita
- Titolo originale: What it Means to You
- Diretto da: Jerry London
- Scritto da: David Hollander e Rick Eid

### Trama
La relazione tra Nick e Lulu si raffredda proprio mentre iniziano a lavorare sui lati opposti di un caso difficile.

## Un filo di follia
- Titolo originale: Burton & Ernie
- Diretto da: Martha Mitchell
- Scritto da: Michael R. Perry e David Hollander

### Trama
Lulu cerca di rendere ufficiale la sua relazione con Nick dopo che Alvin li ha sorpresi a fare l'amore nella scrivania.

## Vecchi rancori
- Titolo originale: Sensitive Jackals
- Diretto da: Joan Tewkesbury
- Scritto da: Nick Santora e David Hollander

### Trama
Il mondo di James va in pezzi quando un cliente sembra essere l'uomo che si pensa abbia ucciso suo nipote.

## Una maschera e un volto
- Titolo originale: All the Rage
- Diretto da: David Hollander
- Scritto da: David Hollander e Rick Eid

### Trama
Con la possibilità di perdere Lulu per sempre, Nick irrompe in aula e viene condannato a sessioni di gestione della rabbia.